# Venise-en-Québec
Venise-en-Québec est une municipalité du Québec située dans la Montérégie.

## Toponymie
L'endroit de l'actuelle municipalité était autrefois desservi par un bureau de poste nommé Venice puisque lors des crues printanières l'allure de la région rappelle la célèbre ville de Venise en Italie.

## Histoire
Cette municipalité a été fondée le 17 décembre 1949, par détachement de la municipalité de Clarenceville. Sa fondation a été officialisée le 1er janvier 1950 avec le décret numéro 1350 de la Gazette officielle du Québec. Elle est la seule, autour du lac Champlain, à avoir une population majoritairement francophone.

### Incendie du Château Blanc (1973)
Dès sa fondation, Venise-en-Québec connaît une certaine prospérité au niveau du tourisme de villégiature. Cependant, en 1973, un grand incendie se déclare au Château Blanc, le lieu principal des activités. Cet évènement met fin à l'ère de prospérité de la municipalité.

## Géographie
La municipalité est située sur la rive nord-est du lac Champlain.

## Démographie

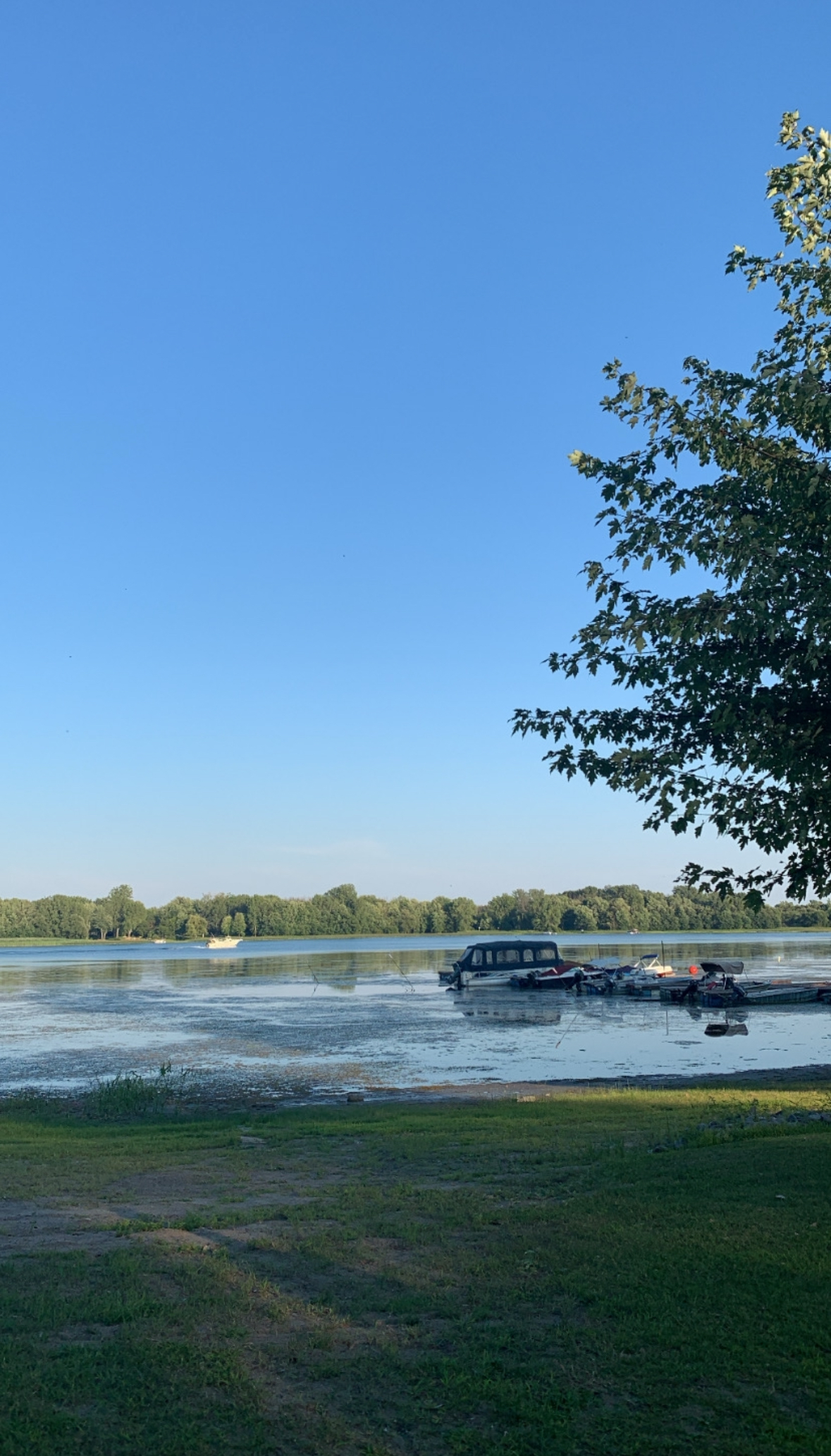
Lac Champlain, vue de la berge

| 1986 | 1991 | 1996  | 2001  | 2006  | 2011  | 2016  | 2021  |
| ---- | ---- | ----- | ----- | ----- | ----- | ----- | ----- |
| 791  | 934  | 1 088 | 1 243 | 1 319 | 1 547 | 1 634 | 1 899 |

## Administration
Le conseil municipal est composé de six administrateurs, sans division territoriale. Le maire actuel (2021) est Raymond Paquette.
| Venise-en-Québec Maires depuis 2005                                                                                   |                  |         |          |
| Élection | Maire            | Qualité | Résultat |
| 2005 | Jacques Landry   |         | Voir     |
| 2009 | Jacques Landry   | Voir    |          |
| 2013 | Jacques Landry   | Voir    |          |
| 2017 | Jacques Landry   | Voir    |          |
| 2021 | Raymond Paquette |         | Voir     |
| Élection partielle en italique Depuis 2005, les élections sont simultanées dans toutes les municipalités québécoises. |                  |         |          |